# Minunea
Minunea este un film românesc din 2017 regizat de Titus Mesaroș.